# 연일 승씨
연일 승씨(延日承氏)는 경상북도 포항시 연일읍를 본관으로 하는 한국의 성씨이다. 시조 승개(承愷)는 고려 제10대 왕 정종 때 대장군(大將軍)을 지냈다.

## 역사
연일 승씨(延日承氏)의 시조 승개(承愷)는 고려 정종 때 대장군(大將軍)을 역임하였다. 그는 연일(延日)에 대대로 살아온 선비의 후손으로 본관을 연일로 하였다. 광산 승씨(光山 承氏)도 승개의 후손으로 광산에 정착하면서 본관으로 삼았다고 한다.
시조 이후 고려사에 등장하는 인물로는 고려 명종(明宗) 5년(1175년) 형부시랑(刑部侍郞) 민영모(閔令謨)에 의해 국자시에 장원(壯元)으로 합격한 승구원(承丘源)이 있다.

## 본관
연일(延日)은 경상북도 동해안에 위치한 포항시 영일읍(迎日邑)의 옛 지명으로 신라 때에는 근오지현(斤烏支縣) 또는 오량지현(烏良支縣)이라 불렀다가 757년(신라 경덕왕 16)에 임정현(臨汀縣)으로 개칭되었고, 의창군(義昌郡: 興海)의 영현이 되었다. 940년(고려 태조 23)에 영일현(迎日縣: 延日)로 개칭되었고, 1018년(현종 9)에 경주부(慶州府)에 내속되었다. 1390년(공양왕 2)에 감무(監務)를 두면서 독립되었다. 조선 초에는 이곳에 진(鎭)을 설치하고 병마사(兵馬使)가 지현사(知縣事)를 겸하게 하였다. 세종대에 다시 병마첨절제사로 고쳤다가 후에는 현감만을 파견하였다. 1732년(영조 8)에 통양포(通洋浦) 아래에 포항창(浦項倉)을 설치해 함경도 진휼(賑恤)의 바탕으로 삼게 함으로써 함경도와 경상도를 연결하는 동해안 해로의 중심 역할을 하였다. 1895년(고종 32) 지방제도 개정으로 동래부 영일군이 되었고, 1896년 경상북도 연일군이 되었다. 1914년 군면 폐합으로 연일군은 연일면 등 5개면으로 분면되어 흥해·장기·청하군과 함께 영일군으로 통폐합되었고, 1980년 연일면이 연일읍으로 승격하였다. 1995년 영일군이 포항시에 통합되었다.

## 과거 급제자
연일 승씨(延日承氏)는 조선시대 문과 급제자 6명, 무과 급제자 3명, 사마시 7명을 배출하였다.
고려 사마
승구원(承丘源)
문과
승경항(承慶恒) 승응조(承膺祚) 승이상(承履祥) 승정술(承正述) 승진태(承鎭泰)
승헌조(承憲祖)
무과
승만전(承萬全) 승익진(承益珍) 승학(承㰒)
생원시
승정효(承正孝) 승창조(承昌朝)
진사시
승사묵(承師默) 승천일(承天一) 승언륜(承彦綸) 승정조(承鼎祚) 승진복(承進福)
음관
승진태(承鎭泰)

## 분파
- 광산 승씨

## 집성촌
- 평안북도 룡천군 동하면 법흥동
- 평안북도 정주시 고안면 안흥동

## 인구
- 1985년 연일 승씨(378가구, 1,506명) + 광산 승씨(141가구, 649명) = 2,155명
- 2000년 연일 승씨(568가구, 1,828명) + 광산 승씨(188가구, 643명) = 2,471명